# Whiteclay River
Whiteclay River är ett vattendrag i Kanada.   Det ligger i provinsen Ontario, i den sydöstra delen av landet, 500 km nordväst om huvudstaden Ottawa.
I omgivningarna runt Whiteclay River växer i huvudsak blandskog. Runt Whiteclay River är det mycket glesbefolkat, med 2 invånare per kvadratkilometer.